# 스폰지이엔티
주식회사 스폰지이엔티는 대한민국의 영화 수입·배급사이다. 광화문에 극장 스폰지하우스를 운영하고 있다.